# Francesco Saverio Gualtieri
Francesco Saverio Gualtieri (Lucoli, 22 luglio 1740 – Caserta, 15 giugno 1831) è stato un vescovo cattolico italiano.

## Biografia
Nato a Colle di Lucoli il 22 luglio 1740, fu nominato bibliotecario della Real Biblioteca Borbonica a Napoli, che onorò con la sua opera di scrittore e ricercatore.
Nel 1792 fu nominato da papa Pio VI vescovo dell'Aquila e consacrato dal cardinale Luigi Valenti Gonzaga. Nel 1817 papa Pio VII lo nominò vescovo di Caserta, dove morì a 91 anni il 15 giugno 1831. Le sue spoglie riposano presso la chiesa del conservatorio delle fanciulle orfane di San Nicola della Strada a Caserta, che lui stesso aveva fatto costruire.

## Genealogia episcopale
La genealogia episcopale è:
- Cardinale Scipione Rebiba
- Cardinale Giulio Antonio Santori
- Cardinale Girolamo Bernerio, O.P.
- Arcivescovo Galeazzo Sanvitale
- Cardinale Ludovico Ludovisi
- Cardinale Luigi Caetani
- Cardinale Ulderico Carpegna
- Cardinale Paluzzo Paluzzi Altieri degli Albertoni
- Papa Benedetto XIII
- Papa Benedetto XIV
- Papa Clemente XIII
- Cardinale Luigi Valenti Gonzaga
- Vescovo Saverio Gualtieri